# Biblioteca Pública del Condado de Pima
La Biblioteca Pública del Condado de Pima (Pima County Public Library) es el sistema de bibliotecas del condado de Pima, Arizona, Estados Unidos. Tiene su sede en Tucson. El sistema tiene una biblioteca central, muchas sucursales, y un Bookmobile.

## Sucursales
- Joel D. Valdez Main Library
- Bookmobile-Readrunners
- Caviglia-Arivaca Branch Library
- Dewhirst-Catalina Branch Library
- Dusenberry-River Branch Library
- Eckstrom-Columbus Branch Library
- El Pueblo Branch Library
- El Rio Branch Library
- Flowing Wells Branch Library
- Geasa-Marana Branch Library
- Himmel Branch Library
- Joyner-Green Valley Branch Library
- Kirk-Bear Canyon Branch Library
- Martha Cooper Branch Library
- Miller-Golf Links Branch Library
- Mission Branch Library
- Murphy-Wilmot Branch Library
- Nanini Branch Library
- Oro Valley Public Library (Affiliate)
- Quincie Douglas Branch Library
- Sahuarita Branch Library
- Salazar-Ajo Branch Library
- Sam Lena-South Tucson Branch Library
- Santa Rose Branch Library
- Southwest Branch Library
- Valencia Branch Library
- Wheeler Taft Abbett, Sr. Branch Library
- Woods Memorial Branch Library